# Jan Zwischenbrugger
Jan Zwischenbrugger (Au, 16 giugno 1990) è un calciatore austriaco, difensore del Ravensburg.

## Biografia
Suo nipote è lo sciatore Noel Zwischenbrugger.